# Epirinus drakomontanus
Epirinus drakomontanus är en skalbaggsart som beskrevs av Clarke H. Scholtz och Henry Fuller Howden 1987. Epirinus drakomontanus ingår i släktet Epirinus och familjen bladhorningar. Inga underarter finns listade i Catalogue of Life.